# Capoll Curt Negra
Capoll Curt Negra es un cultivar de higuera de tipo higo común Ficus carica, unífera (con una sola cosecha por temporada, los higos de otoño), con higos de epidermis con color de fondo morado terroso con sobre color verde amarillento (cuando está madurando). Se cultiva en la colección de higueras de Montserrat Pons i Boscana en Llucmajor, Islas Baleares.

## Sinonimia
- sin sinónimos“,[4][6][7]

## Historia
Actualmente la cultiva en su colección de higueras baleares Montserrat Pons i Boscana, rescatada de un ejemplar o higuera madre localizada en el predio de "ses Cosmes" del término de Llucmajor, en el cercado de "es Figueral" propiedad de Francesc Mir, de donde es originaria. Cultivada y conocida solo por los alrededores de "ses Cosmes".
La variedad 'Capoll Curt Negra' se denomina de este modo por su pedúnculo muy corto (Capoll:Pedúnculo, en catalán). Esta variedad es poco  conocida dentro del ámbito de los higuerales de las Islas Baleares, siendo digno de ser cultivado en cualquier higueral por la exquisitez de sus higos.

## Características
La higuera 'Capoll Curt Negra' es una variedad unífera de tipo higo común. Árbol de vigorosidad elevada, copa altiva de ramaje pero redondeada, con bastante follaje, muy vistosa por el color de sus higos, emisión de rebrotes nula. Prolífica con cosecha en higos grandes de muy buena calidad. Sus hojas son de 3 lóbulos en su mayoría, menos de 1 lóbulo y pocas de 5 lóbulos. Sus hojas con dientes presentes márgenes serrados poco marcados, poca pilosidad en el envés, con un ángulo peciolar obtuso. 'Capoll Curt Negra' tiene un desprendimiento mediano de higos, un rendimiento productivo alto y periodo de cosecha prolongado. La yema apical cónica de color verde amarillento.
Los frutos de la higuera 'Capoll Curt Negra' son higos de un tamaño de longitud x anchura:43 x 48mm, con forma piriforme bastante apeonzado, que presentan unos frutos medianos-grandes, simétricos de forma, uniformes de dimensiones, de unos 35,300 gramos en promedio, cuya epidermis es de un grosor delgado, fina al tacto, de consistencia fuerte, color de fondo morado terroso con sobre color verde amarillento (cuando está madurando). Ostiolo de 3 a 5 mm con escamas grandes moradas. Pedúnculo de 1 a 3 mm cilíndrico verde oscuro. Grietas reticulares muy características que llegan hasta el ostiolo. Costillas poco marcadas. Con un ºBrix (grado de azúcar) de 27 de sabor muy dulce y sabroso, con color de la pulpa rojo intenso. Con cavidad interna pequeña, con aquenios medianos y pocos. Los frutos maduran durante un periodo de cosecha prolongado, de un inicio de maduración de los higos sobre el 25 de agosto al 3 de octubre. Cosecha de muy buena calidad con rendimiento productivo alto y periodo de cosecha prolongado.
Se usa en fresco en alimentación humana. Mediana abscisión del pedúnculo y muy buena facilidad de pelado. Resistentes a las lluvias, al transporte, y mediana a la apertura del ostiolo, así como al desprendimiento.

## Cultivo
'Capoll Curt Negra', se utiliza en fresco en alimentación humana. Se está tratando de recuperar de ejemplares cultivados en la colección de higueras baleares de Montserrat Pons i Boscana en Llucmajor.